# Helmut Tramnitz
Helmut Paulus Tramnitz (* 7. Mai 1917 in Dresden; † 31. Dezember 2007 in Gerolstein) war  ein deutscher Kirchenmusiker, Organist und Komponist.

## Leben und Werk
Helmut Tramnitz, Sohn des Kaufmanns und kaufmännischen Direktors Paul Tramnitz und dessen Ehefrau Doris Tramnitz, geborene Wetzel, erhielt eine frühe musikalische Ausbildung als Sängerknabe des Dresdner Kreuzchores und Schüler des Dresdner Kreuzgymnasiums. Tramnitz war evangelisch. An der Staatlichen Orchester- und Musikhochschule seiner Heimatstadt und der Berliner Akademie für Schul- und Kirchenmusik studierte Tramnitz Orgel. 1937 bis 1945 war er Organist und Kantor in Reichenau in Sachsen, 1940 wurde er jedoch zum Kriegsdienst eingezogen.
Im Jahr 1946 begann er eine Tätigkeit als Dozent am Kirchenmusikalischen Institut der Hochschule für Kirchenmusik Heidelberg und Kantor an der Heidelberger Heiliggeistkirche, ging aber 1950 als Organist und Dirigent an die Hamburger Hauptkirche St. Petri, wo er als Kantor unter anderem den heutigen Hamburger Bachchor, damals „Kantorei St. Petri“ gründete. Zudem war er Dozent an der Hamburger Musikhochschule.
1959 wurde Helmut Tramnitz als Professor für künstlerisches Orgelspiel und Leiter der Abteilung für Kirchenmusik an die Staatliche Hochschule für Musik in Detmold berufen. Neben seiner Lehrtätigkeit war er in den ersten Jahren auch Organist und Chorleiter an der Altstädter Nicolaikirche in Bielefeld, später dann an der mit einer Barockorgel ausgestatteten Detmolder Marktkirche. Eine ausgedehnte Konzerttätigkeit, Schallplattenaufnahmen (bei den Labels Metronome Records, Deutsche Grammophon und Christophorus) und Rundfunkaufnahmen machten Tramnitz nicht nur im Inland, sondern auch international bekannt.
Am 27. November 1977 konsekrierte ihn der Gründer des Hochkirchlichen Apostolats St. Ansgar Karl August Hahne unter Mitwirkung von Helmut Echternach in der evangelischen Bleckkirche zu Gelsenkirchen zum Bischof. Er steht somit in Sukzession zu Scipione Rebiba und Arnold Harris Mathew. 1982 erfolgte seine Emeritierung. Er war Coadjutor des Hochkirchlichen Apostolates St. Ansgar und leitete dieses von 1982 bis 1985.
Als Komponist schuf er Orgelwerke, geistliche Chormusik (unter anderem eine Johannes-Passion) und eine Suite für Orchester. Er war Mitglied der Deutschen Bach-Gesellschaft.
Helmut Tramnitz lebte zuletzt in einem Gerolsteiner Seniorenheim. Seine Ehefrau Edeltraut Tramnitz, geborene Richter, mit der er seit 1944 verheiratet war und die drei Kinder Christine, Wolfgang und Michael hatte, starb 2000, er selbst starb dort am 31. Dezember 2007.